# 隆格维尔 (芒什省)
隆格维尔（法語：Longueville，法語發音：[lɔ̃ɡvil] ⓘ）是法国芒什省的一个市镇，属于库唐斯区。

## 地理
隆格维尔（48°51'13"N, 1°33'6"W）面积4.07 平方千米，位于法国诺曼底大区芒什省，该省份为法国西北部沿海省份，西、北、东北三面环大西洋，东起顺时针与卡爾瓦多斯省、奧恩省、马耶讷省和伊勒-维莱讷省接壤。
与隆格维尔接壤的市镇（或旧市镇、城区）包括：博斯河畔昂克托维尔、伊克隆、滨海布雷维尔、滨海库德维尔、栋维尔莱班。

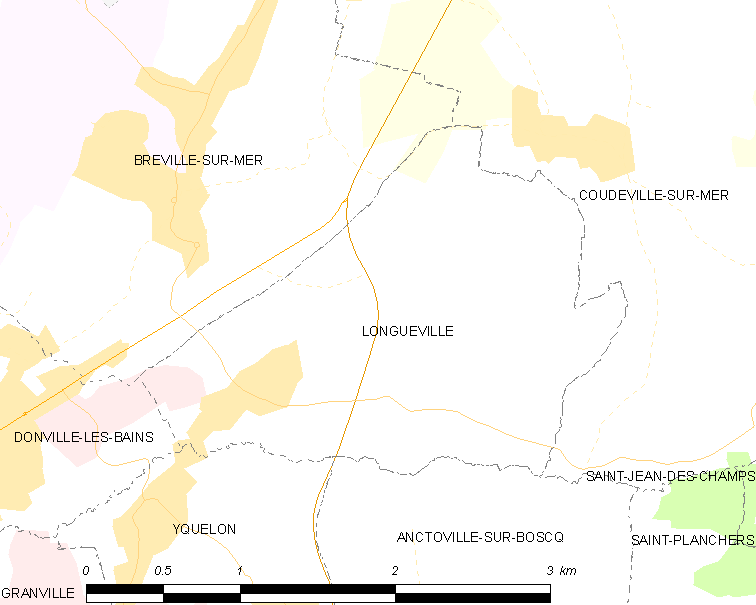
的OSM定位图

隆格维尔的时区为UTC+01:00、UTC+02:00（夏令时）。

## 行政
隆格维尔的邮政编码为50290，INSEE市镇编码为50277。

## 政治
隆格维尔所属的省级选区为布雷阿勒县。

## 人口

1962-2008年间人口变化图示

隆格维尔于2022年1月1日时的人口数量为612人。